# PEC Zwolle in het seizoen 1972/73
Het seizoen 1972/1973 was het 62e jaar in het bestaan van de Zwolse voetbalclub PEC Zwolle. De club kwam uit in de Eerste divisie en nam ook deel aan het toernooi om de KNVB beker.

## Wedstrijdstatistieken

### Oefenduels
| Datum + plaats       | Wedstrijd                | Uitslag       | Scoreverloop |
| -------------------- | ------------------------ | ------------- | ------------ |
| 20 juli 1972 Zwolle  | PEC Zwolle – FC Den Haag | 2 – 2 (2 – 2) | Onbekend     |
| 29 juli 1972 Waregem | Waregem – PEC Zwolle     | 1 – 1 (? – ?) | Onbekend     |

### Eerste divisie
| 1e speelronde | Vitesse | 3 – 2 (2 – 1) | PEC Zwolle                                                   | Opstelling PEC Zwolle: |
| 13 augustus 1972 Aanvangstijd: --:-- uur Plaats: Arnhem Nieuw-Monnikenhuize Toeschouwers: 4.500 Scheidsrechter: Henk Klopper                 | Bennie Hofs 10' Bennie Hofs 40' Henk Vleeming 90'                                                                                       |               | 19' Herman Heskamp 87' Herman Heskamp                        |                        |
| 2e speelronde | PEC Zwolle | 1 – 1 (1 – 0) | FC Dordrecht                                                 | Opstelling PEC Zwolle: |
| 16 augustus 1972 Aanvangstijd: --:-- uur Plaats: Zwolle Oosterenkstadion Toeschouwers: 3.500 Scheidsrechter: Gerrit Berrevoets               | Fons Stoffels 16' |               | 62' (pen) Hans Bentzon                                       |                        |
| 3e speelronde | PEC Zwolle | 2 – 1 (1 – 0) | SC Cambuur                                                   | Opstelling PEC Zwolle: |
| 20 augustus 1972 Aanvangstijd: --:-- uur Plaats: Zwolle Oosterenkstadion Toeschouwers: 3.500 Scheidsrechter: Piet van Gastel                 | Jan Rorije 3' Herman Heskamp 53' |               | 80' Johan Zuidema                                            |                        |
| 4e speelronde | wageningen | 5 – 2 (3 – 2) | PEC Zwolle                                                   | Opstelling PEC Zwolle: |
| 23 augustus 1972 Aanvangstijd: --:-- uur Plaats: Wageningen Stadion de Wageningse Berg Toeschouwers: 4.500 Scheidsrechter: Donker            | Gerrit (Pikkie) Meurs 4' Gerdo Hazelhekke 8' Gerdo Hazelhekke 28' Gerrit (Pikkie) Meurs 70' Arno Wellerdieck 78'                        |               | 14' Fons Stoffels 42' Jan Rorije                             |                        |
| 5e speelronde | Heerenveen | 1 – 0 (0 – 0) | PEC Zwolle                                                   | Opstelling PEC Zwolle: |
| 27 augustus 1972 Aanvangstijd: --:-- uur Plaats: Heerenveen Sportpark Noord Toeschouwers: 4.000 Scheidsrechter: Bart Ram                     | Henk Prinsen 66' |               |                                                              |                        |
| 6e speelronde | PEC Zwolle | 3 – 1 (1 – 0) | Voleendam                                                    | Opstelling PEC Zwolle: |
| 3 september 1972 Aanvangstijd: --:-- uur Plaats: Zwolle Oosterenkstadion Toeschouwers: 3.500 Scheidsrechter: Siem Wellinga                   | Herman Heskamp 18' Fons Stoffels 55' Herman Heskamp 67'                                                                                 |               | 72' Jan Bond                                                 |                        |
| 7e speelronde | Veendam | 1 – 2 (0 – 0) | PEC Zwolle                                                   | Opstelling PEC Zwolle: |
| 10 september 1972 Aanvangstijd: --:-- uur Plaats: Veendam De Langeleegte Toeschouwers: 2.500 Scheidsrechter: Charles Corver                  | Jan Lubben 88' |               | 80' Fons Stoffels 84' Wim Mensink                            |                        |
| 8e speelronde | PEC Zwolle | 0 – 0         | FC VVV                                                       | Opstelling PEC Zwolle: |
| 17 september 1972 Aanvangstijd: --:-- uur Plaats: Zwolle Oosterenkstadion Toeschouwers: 3.000 Scheidsrechter: Bas Booy                       | |               |                                                              |                        |
| 9e speelronde | Willem II | 0 – 2 (0 – 1) | PEC Zwolle                                                   | Opstelling PEC Zwolle: |
| 24 september 1972 Aanvangstijd: --:-- uur Plaats: Tilburg Gemeentelijk Sportpark Tilburg Toeschouwers: 1.500 Scheidsrechter: Krijn de Vos    | |               | 18' Jan Hoogendoorn 68' Herman Heskamp                       |                        |
| 10e speelronde | PEC Zwolle | 2 – 2 (2 – 0) | Fortuna SC                                                   | Opstelling PEC Zwolle: |
| 1 oktober 1972 Aanvangstijd: --:-- uur Plaats: Zwolle Oosterenkstadion Toeschouwers: 4.000 Scheidsrechter: Schuurman                         | Lody Kragt 19' Ben Schubert 32' |               | 54' Ben Schubert (e.d.) 67' Hans Erkens                      |                        |
| 11e speelronde | De Volewijckers | 1 – 2 (0 – 1) | PEC Zwolle                                                   | Opstelling PEC Zwolle: |
| 8 oktober 1972 Aanvangstijd: --:-- uur Plaats: Amsterdam Sportpark Mosveld Toeschouwers: 3.000 Scheidsrechter: Eddy van Eijck                | Hans Bakker 83' |               | 39' Fons Stoffels 65' Arno van den Bosch                     |                        |
| 12e speelronde | PEC Zwolle | 4 – 0 (2 – 0) | SVV                                                          | Opstelling PEC Zwolle: |
| 15 oktober 1972 Aanvangstijd: --:-- uur Plaats: Zwolle Oosterenkstadion Toeschouwers: 5.500 Scheidsrechter: Tjeerd Elsinga                   | Jan Hoogendoorn 24' Jan Hoogendoorn 26' Puck van der Horst 51' Herman Heskamp 68'                                                       |               |                                                              |                        |
| 13e speelronde | Fortuna Vlaardingen | 1 – 1 (0 – 0) | PEC Zwolle                                                   | Opstelling PEC Zwolle: |
| 22 oktober 1972 Aanvangstijd: --:-- uur Plaats: Vlaardingen Floreslaan Toeschouwers: 2.500 Scheidsrechter: Piet van Gastel                   | Robbie van der Bol 66' |               | 78' Herman Heskamp                                           |                        |
| 14e speelronde | PEC Zwolle | 0 – 0         | Helmond Sport                                                | Opstelling PEC Zwolle: |
| 5 november 1972 Aanvangstijd: --:-- uur Plaats: Zwolle Oosterenkstadion Toeschouwers: 7.000 Scheidsrechter: Leo van der Kroft                | |               |                                                              |                        |
| 15e speelronde | Heracles | 1 – 0 (0 – 0) | PEC Zwolle                                                   | Opstelling PEC Zwolle: |
| 12 november 1972 Aanvangstijd: --:-- uur Plaats: Almelo Gemeentelijk Sportpark Bornsestraat Toeschouwers: 8.500 Scheidsrechter: Henk Weerink | Harry Feijer 90' |               |                                                              |                        |
| 16e speelronde | PEC Zwolle | 0 – 2 (0 – 1) | De Graafschap                                                | Opstelling PEC Zwolle: |
| 19 november 1972 Aanvangstijd: --:-- uur Plaats: Zwolle Oosterenkstadion Toeschouwers: 6.500 Scheidsrechter: Bart Ram                        | |               | 15' André van der Ley 57' Gerrie Veerman                     |                        |
| 17e speelronde | PEC Zwolle | 0 – 0         | Eindhoven                                                    | Opstelling PEC Zwolle: |
| 26 november 1972 Aanvangstijd: --:-- uur Plaats: Zwolle Oosterenkstadion Toeschouwers: 4.000 Scheidsrechter: Henk Pijper                     | |               |                                                              |                        |
| 18e speelronde | Roda JC | 3 – 1 (1 – 1) | PEC Zwolle                                                   | Opstelling PEC Zwolle: |
| 3 december 1972 Aanvangstijd: --:-- uur Plaats: Kerkrade Gemeentelijk Sportpark Kaalheide Toeschouwers: 2.500 Scheidsrechter: Jan Keizer     | John Meuser 39' Henk van Leeuwen 65' Theo Offermans 80'                                                                                 |               | 20' Jan Hoogendoorn                                          |                        |
| 19e speelronde | PEC Zwolle | 3 – 2 (1 – 0) | HVC                                                          | Opstelling PEC Zwolle: |
| 17 december 1972 Aanvangstijd: --:-- uur Plaats: Zwolle Oosterenkstadion Toeschouwers: 4.000 Scheidsrechter: Cees de Bruin                   | Herman Heskamp 30' Jan Hoogendoorn 50' Jan Verheijen 60'                                                                                |               | 75' Serrie Nieuwhoff 80' Serrie Nieuwhoff                    |                        |
| 20e speelronde | HVC | 3 – 3 (1 – 1) | PEC Zwolle                                                   | Opstelling PEC Zwolle: |
| 24 december 1972 Aanvangstijd: 14:00 uur Plaats: Amersfoort Sportpark Birkhoven Toeschouwers: 2.500 Scheidsrechter: Bart Ram                 | Serrie Nieuwhoff 15' Ruud Maas (pen) 49' Gertie Calot 61'                                                                               |               | 16' Jan Hoogendoorn 69' Ben Hendriks 86' Jan Hoogendoorn     |                        |
| 21e speelronde | De Graafschap | 1 – 2 (1 – 2) | PEC Zwolle                                                   | Opstelling PEC Zwolle: |
| 7 januari 1973 Aanvangstijd: --:-- uur Plaats: Doetinchem Stadion De Vijverberg Toeschouwers: 6.000 Scheidsrechter: Gerrit Berrevoets        | Wim Meijers 25' |               | 41' Puck van der Horst 44' Herman Heskamp                    |                        |
| 22e speelronde | FC Dordrecht | 1 – 2 (0 – 0) | PEC Zwolle                                                   | Opstelling PEC Zwolle: |
| 14 januari 1973 Aanvangstijd: --:-- uur Plaats: Dordrecht Stadion Krommedijk Toeschouwers: 3.500 Scheidsrechter: Krijn de Vos                | Frans Struis 89' |               | 63' Herman Heskamp 83' Jan Hoogendoorn                       |                        |
| 23e speelronde | PEC Zwolle | 4 – 1 (2 – 0) | Wageningen                                                   | Opstelling PEC Zwolle: |
| 21 januari 1973 Aanvangstijd: --:-- uur Plaats: Zwolle Oosterenkstadion Toeschouwers: 1.000 Scheidsrechter: Jan Keizer                       | Puck van der Horst 11' Puck van der Horst 18' Herman Heskamp 47' Herman Heskamp 66'                                                     |               | 70' Jan van Ossenbruggen                                     |                        |
| 24e speelronde | PEC Zwolle | 2 – 1 (1 – 1) | Vitesse                                                      | Opstelling PEC Zwolle: |
| 4 februari 1973 Aanvangstijd: --:-- uur Plaats: Zwolle Oosterenkstadion Toeschouwers: 9.000 Scheidsrechter: Frans Derks                      | Jan Rorije 22' Jan Hoogendoorn 69' |               | 25' Bram van Kerkhof                                         |                        |
| 25e speelronde | SC Cambuur | 2 – 1 (2 – 0) | PEC Zwolle                                                   | Opstelling PEC Zwolle: |
| 11 februari 1973 Aanvangstijd: --:-- uur Plaats: Leeuwarden Cambuurstadion Toeschouwers: 7.500 Scheidsrechter: Ben Hoppenbrouwer             | Gerrie de Jonge 17' Johan Zuidema 41'                                                                                                   |               | 68' Freek Schutten                                           |                        |
| 26e speelronde | PEC Zwolle | 6 – 3 (4 – 2) | Heerenveen                                                   | Opstelling PEC Zwolle: |
| 25 februari 1973 Aanvangstijd: --:-- uur Plaats: Zwolle Oosterenkstadion Toeschouwers: 6.000 Scheidsrechter: Gerard Jonker                   | Herman Heskamp 6' Jan Hoogendoorn 12' Puck van der Horst 17' Freek Schutten 37' Herman Heskamp 84' Herman Heskamp (pen) 87'             |               | 23' Thomas Haan 24' Teun Kist 53' Ginus Meijerink            |                        |
| 27e speelronde | FC Volendam | 1 – 3 (1 – 1) | PEC Zwolle                                                   | Opstelling PEC Zwolle: |
| 4 maart 1973 Aanvangstijd: --:-- uur Plaats: Volendam Sportpark Volendam Toeschouwers: 2.500 Scheidsrechter: Leo van der Kroft               | Cees Veerman 41' |               | 18' Herman Heskamp 51' Herman Heskamp 86' Puck van der Horst |                        |
| 28e speelronde | PEC Zwolle | 4 – 0 (2 – 0) | Veendam                                                      | Opstelling PEC Zwolle: |
| 11 maart 1973 Aanvangstijd: --:-- uur Plaats: Zwolle Oosterenkstadion Toeschouwers: 7.500 Scheidsrechter: Gerard Jonker                      | Jan Hoogendoorn 15' Jan Hoogendoorn 36' Herman Heskamp 74' Bertus van Effrink 85'                                                       |               |                                                              |                        |
| 29e speelronde | FC VVV | 2 – 1 (1 – 0) | PEC Zwolle                                                   | Opstelling PEC Zwolle: |
| 18 maart 1973 Aanvangstijd: --:-- uur Plaats: Venlo De Koel Toeschouwers: 1.500 Scheidsrechter: Eddy van Eijck                               | Gerrit Kramer 40' Joop de Klerk 81' |               | 70' (pen) Ben Schubert                                       |                        |
| 30e speelronde | PEC Zwolle | 2 – 0 (0 – 0) | Willem II                                                    | Opstelling PEC Zwolle: |
| 25 maart 1973 Aanvangstijd: --:-- uur Plaats: Zwolle Oosterenkstadion Toeschouwers: 4.000 Scheidsrechter: Bart Ram                           | Jan Hoogendoorn 53' Jan Hoogendoorn 86'                                                                                                 |               |                                                              |                        |
| 31e speelronde | Fortuna SC | 1 – 0 (1 – 0) | PEC Zwolle                                                   | Opstelling PEC Zwolle: |
| 1 april 1973 Aanvangstijd: --:-- uur Plaats: Sittard De Baandert Toeschouwers: 2.000 Scheidsrechter: Cees de Bruin                           | Ademir Perdao 14' |               |                                                              |                        |
| 32e speelronde | PEC Zwolle | 2 – 1 (1 – 0) | De Volewijckers                                              | Opstelling PEC Zwolle: |
| 8 april 1973 Aanvangstijd: --:-- uur Plaats: Zwolle Oosterenkstadion Toeschouwers: 3.000 Scheidsrechter: Siem Wellinga                       | Herman Heskamp 30' Herman Heskamp 49'                                                                                                   |               | 56' Pim Waaijenberg                                          |                        |
| 33e speelronde | SVV | 1 – 1 (1 – 0) | PEC Zwolle                                                   | Opstelling PEC Zwolle: |
| 15 april 1973 Aanvangstijd: --:-- uur Plaats: Schiedam Sportpark Harga Toeschouwers: 2.500 Scheidsrechter: Peter Gans                        | Jos Zoetmulder 14' |               | 75' Jan Rorije                                               |                        |
| 34e speelronde | PEC Zwolle | 1 – 0 (0 – 0) | Fortuna Vlaardingen                                          | Opstelling PEC Zwolle: |
| 23 april 1973 Aanvangstijd: --:-- uur Plaats: Zwolle Oosterenkstadion Toeschouwers: 4.500 Scheidsrechter: Henk van Dijken                    | Herman Heskamp 55' |               |                                                              |                        |
| 35e speelronde | Helmond Sport | 1 – 0 (1 – 0) | PEC Zwolle                                                   | Opstelling PEC Zwolle: |
| 29 april 1973 Aanvangstijd: --:-- uur Plaats: Helmond Stadion De Braak Toeschouwers: 5.500 Scheidsrechter: Gerard Jonker                     | Tiny van de Putten 37' |               |                                                              |                        |
| 36e speelronde | PEC Zwolle | 2 – 1 (1 – 1) | Heracles                                                     | Opstelling PEC Zwolle: |
| 6 mei 1973 Aanvangstijd: --:-- uur Plaats: Zwolle Oosterenkstadion Toeschouwers: 3.500 Scheidsrechter: Bas Booy                              | Jan Rorije 38' Herman Heskamp 54' |               | 33' Jan Hendriks                                             |                        |
| 37e speelronde | Eindhoven | 1 – 2 (0 – 2) | PEC Zwolle                                                   | Opstelling PEC Zwolle: |
| 13 mei 1973 Aanvangstijd: --:-- uur Plaats: Eindhoven Jan Louwersstadion Toeschouwers: 1.500 Scheidsrechter: Bart Ram                        | Jan Franssen 75' |               | 23' Lody Kragt 41' Jan Hoogendoorn                           |                        |
| 38e speelronde | PEC Zwolle | 7 – 2 (2 – 1) | Roda JC                                                      | Opstelling PEC Zwolle: |
| 20 mei 1973 Aanvangstijd: --:-- uur Plaats: Zwolle Oosterenkstadion Toeschouwers: n.n.b. Scheidsrechter: Ben Hoppenbrouwer                   | Arno van den Bosch 1' Herman Heskamp 31' Ben Hendriks 56' Jan Hoogendoorn 58' Ben Hendriks 61' Jan Hoogendoorn 65' Lody Kragt (pen) 90' |               | 37' Henk van Leeuwen 70' Willy Coolen                        |                        |

### Nacompetitie
| 1e speelronde                                                                                           | De Graafschap                                                  | 1 – 1 (0 – 1) | PEC Zwolle                                                                    | Opstelling PEC Zwolle: |
| 27 mei 1973 Plaats: Doetinchem Stadion De Vijverberg Toeschouwers: 12.000 Scheidsrechter: Jan Keizer    | André van der Ley 72'                                          |               | 21' Jan Hoogendoorn                                                           | Post, Drost, Schubert (Bosman), Schutten, Hendriks, Rorije, Kragt, Van den Bosch, Stoffels (IJzerman), Hoogendoorn, Van der Horst      |
| 2e speelronde                                                                                           | PEC Zwolle                                                     | 2 – 2 (0 – 0) | Wageningen                                                                    | Opstelling PEC Zwolle: |
| 31 mei 1973 Plaats: Zwolle Oosterenkstadion Toeschouwers: 12.000 Scheidsrechter: Frans Derks            | Ben Schubert (pen) 79' Jan Rorije 85'                          |               | 64' Marcel Broeks 67' Gerdo Hazelhekke                                        | Post, Drost, Kragt (Mensink), Schubert, Hendriks, Van den Bosch, Rorije, Van Effrink, Hoogendoorn, Heskamp (Stoffels), Van der Horst   |
| 3e speelronde                                                                                           | PEC Zwolle                                                     | 1 – 2 (1 – 0) | Volendam                                                                      | Opstelling PEC Zwolle: |
| 3 juni 1973 Plaats: Zwolle Oosterenkstadion Toeschouwers: 12.000 Scheidsrechter: Leo van der Kroft      | Fons Stoffels 1'                                               |               | 56' Walter Ferreira 77' Walter Ferreira                                       | Post, Drost, Schutten, Schubert, Van der Horst, Van den Bosch (Hendriks), Van Effrink, Rorije, Stoffels (Mensink), Hoogendoorn, Kragt  |
| 4e speelronde                                                                                           | Volendam                                                       | 4 – 0 (2 – 0) | PEC Zwolle                                                                    | Opstelling PEC Zwolle: |
| 6 juni 1973 Plaats: Volendam Sportpark Volendam Toeschouwers: 15.000 Scheidsrechter: Charles Corver     | Hans Jonk 25' Wim Kwakman 42' Jan Bond 72' (pen.) Kees Kok 87' |               |                                                                               | Post (Lieftink), Drost, Schubert, Schutten, Van Effrink (Verheijen), Rorije, Van den Bosch, Van der Horst, Hoogendoorn, Mensink, Kragt |
| 5e speelronde                                                                                           | Wageningen                                                     | 2 – 2 (2 – 0) | PEC Zwolle                                                                    | Opstelling PEC Zwolle: |
| 11 juni 1973 Plaats: Wageningen Stadion de Wageningse Berg Toeschouwers: 2.500 Scheidsrechter: Jan Beck | Aart Ooms 4' Jan Menting 15'                                   |               | 66' Jan Hoogendoorn 87' Lody Kragt                                            | Lieftink, Drost (Hendriks), Schubert, Bosman, Van der Horst, Van den Bosch, Rorije, Van Effrink, Stoffels, Hoogendoorn, Kragt          |
| 6e speelronde                                                                                           | PEC Zwolle                                                     | 2 – 4 (1 – 1) | De Graafschap                                                                 | Opstelling PEC Zwolle: |
| 17 juni 1973 Plaats: Zwolle Oosterenkstadion Toeschouwers: 13.000 Scheidsrechter: Van der Voort         | Jan Hoogendoorn 8' Lody Kragt (pen) 79'                        |               | 32' Gerrie Deijkers 62' Chris de Vries 69' André van der Ley 85' Guus Hiddink | Lieftink, Hendriks, Schubert, Bosman, Van der Horst, Van Effrink (Mensink), Van den Bosch, Kragt, Stoffels, Hoogendoorn, IJzerman      |

### KNVB beker
| 1e ronde                                                                                               | Fortuna SC                                                                              | 2 – 2 (2 – 0) PEC w.n.s. 2–4 | PEC Zwolle                                                                                     | Opstelling PEC Zwolle: |
| 29 oktober 1972 Plaats: Sittard De Baandert Toeschouwers: 3.000 Scheidsrechter: Bart Ram               | Uwe Blotenberg 26' Harry Aben 34' Uwe Blotenberg Harry Aben Bart Stovers Huub Pfennings | Strafschoppen:               | 58' Fons Stoffels 83' Herman Heskamp Ben Schubert Freek Schutten Jan Rorije Arno van den Bosch | Post, Van Effrink (46' Hoogendoorn), Schubert (46' Kragt), Hendriks, Van der Horst, Van den Bosch, Rorije, IJzerman, Stoffels, Mensink, Heskamp |
| 2e ronde                                                                                               | Volendam                                                                                | 0 – 1 (0 – 0)                | PEC Zwolle                                                                                     | Opstelling PEC Zwolle: |
| 10 december 1972 Plaats: Volendam Sportpark Volendam Toeschouwers: 3.000 Scheidsrechter: Siem Wellinga |                                                                                         |                              | 56' Wim Mensink                                                                                | Post, Drost, Schubert, Schutten, Hendriks, IJzerman, Hoogendoorn, Van Effrink, Heskamp, Verheijen, Mensink                                      |
| 3e ronde                                                                                               | PEC Zwolle                                                                              | 1 – 3 (0 – 1)                | Feyenoord                                                                                      | Opstelling PEC Zwolle: |
| 28 januari 1973 Plaats: Zwolle Oosterenkstadion Toeschouwers: 14.000 Scheidsrechter: Henk Geurens      | Herman Heskamp 90'                                                                      |                              | 25' Theo de Jong 80' Henk Wery 86' Willem van Hanegem                                          | Post, Drost, Schutten, Schubert, Hendriks, Van Effrink (Mensink), Rorije, Kragt, Hoogendoorn, Heskamp, Van der Horst                            |

## Selectie en technische staf

### Selectie 1972/73
| Nr.           | Nat.               | Naam               | Competitie | Competitie | Beker      | Beker      | Nacompetitie | Nacompetitie | Totaal     | Totaal     | Seizoen    | Vorige club         | Debuut     |            |
| Nr.           | Nat.               | Naam               | W          |            | W          |            | W            |              | W          |            | Seizoen    | Vorige club         | Debuut     |            |
| Doelmannen    | Doelmannen         | Doelmannen         | Doelmannen | Doelmannen | Doelmannen | Doelmannen | Doelmannen   | Doelmannen   | Doelmannen | Doelmannen | Doelmannen | Doelmannen          | Doelmannen | Doelmannen |
| ------------- | ------------------ | ------------------ | ---------- | ---------- | ---------- | ---------- | ------------ | ------------ | ---------- | ---------- | ---------- | ------------------- | ---------- | ---------- |
| -             | Vlag van Nederland | Jan Lieftink       | –          | 0          | 0          | 0          | 3            | 0            | –          | 0          | 4e         | KHC (ama)           | –          |            |
| -             | Vlag van Nederland | Henk Post          | –          | 0          | 3          | 0          | 4            | 0            | –          | 0          | 4e         | Zwolsche Boys       | –          |            |
| Verdedigers   |                    |                    |            |            |            |            |              |              |            |            |            |                     |            |            |
| -             | Vlag van Nederland | Rinus Bosman       | –          | 0          | 0          | 0          | 3            | 0            | –          | 0          | 1e         | Jeugd               | –          |            |
| -             | Vlag van Nederland | Klaas Drost        | –          | 0          | 2          | 0          | 5            | 0            | –          | 0          | 3e         | Jeugd               | –          |            |
| -             | Vlag van Nederland | Bertus van Effrink | –          | 1          | 2          | 0          | 5            | 0            | –          | 1          | 2e         | De Zuidvogels (ama) | –          |            |
| -             | Vlag van Nederland | Ben Hendriks       | –          | 3          | 3          | 0          | 5            | 0            | –          | 3          | 9e         | Zwolsche Boys       | –          |            |
| -             | Vlag van Nederland | Puck van der Horst | –          | 6          | 2          | 0          | 6            | 0            | –          | 6          | 8e         | Onbekend            | –          |            |
| -             | Vlag van Nederland | Ben Schubert       | –          | 2          | 3          | 0          | 6            | 1            | –          | 3          | 2e         | Huizen (ama)        | –          |            |
| -             | Vlag van Nederland | Ben Spanhaak       | –          | 0          | 0          | 0          | –            | 0            | –          | 0          | 7e         | Jeugd               | –          |            |
| -             | Vlag van Nederland | Jan de Vries       | –          | 0          | 0          | 0          | 0            | 0            | –          | 0          | 4e         | Zwolsche Boys       | –          |            |
| -             | Vlag van Nederland | René IJzerman      | –          | 0          | 2          | 0          | 2            | 0            | –          | 0          | 1e         | Jeugd               | –          |            |
| Middenvelders |                    |                    |            |            |            |            |              |              |            |            |            |                     |            |            |
| -             | Vlag van Nederland | Arno van den Bosch | –          | 2          | 1          | 0          | 6            | 0            | –          | 2          | 3e         | Onbekend            | –          |            |
| -             | Vlag van Nederland | Wim Mensink        | –          | 1          | 3          | 1          | 4            | 0            | –          | 2          | –          | Onbekend            | –          |            |
| -             | Vlag van Nederland | Freek Schutten     | –          | 2          | 2          | 0          | 3            | 0            | –          | 2          | 4e         | Zwolsche Boys       | –          |            |
| Aanvallers    |                    |                    |            |            |            |            |              |              |            |            |            |                     |            |            |
| -             | Vlag van Nederland | Herman Heskamp     | –          | 24         | 3          | 2          | 1            | 0            | –          | 26         | 4e         | FC Twente '65       | –          |            |
| -             | Vlag van Nederland | Jan Hoogendoorn    | –          | 17         | 3          | 0          | 6            | 3            | –          | 20         | 2e         | WHC (ama)           | –          |            |
| -             | Vlag van Nederland | Lody Kragt         | –          | 3          | 2          | 0          | 6            | 2            | –          | 5          | 5e         | Emmeloord (ama)     | –          |            |
| -             | Vlag van Nederland | Jan Rorije         | –          | 5          | 2          | 0          | 5            | 1            | –          | 6          | 4e         | Wageningen          | –          |            |
| -             | Vlag van Nederland | Fons Stoffels      | –          | 5          | 1          | 1          | 5            | 1            | –          | 7          | 2e         | Kansas City Spurs   | –          |            |
| -             | Vlag van Nederland | Jan Verheijen      | –          | 1          | 1          | 0          | 1            | 0            | –          | 1          | 1e         | Jeugd               | –          |            |
| Nr.           | Nat.               | Naam               | W          |            | W          |            | W            |              | W          |            | Seizoen    | Vorige club         | Debuut     |            |
| Nr.           | Nat.               | Naam               | Competitie | Competitie | Beker      | Beker      | Nacompetitie | Nacompetitie | Totaal     | Totaal     | Seizoen    | Vorige club         | Debuut     |            |

### Technische staf
| Naam         | Functie      | Bijzonderheid  |
| ------------ | ------------ | -------------- |
| Lászlo Zalai | Hoofdtrainer | Tot 12 april   |
| Georg Keßler | Hoofdtrainer | Vanaf 12 april |

## Statistieken PEC Zwolle 1972/1973

### Eindstand PEC Zwolle in de Nederlandse Eerste divisie 1972 / 1973
| Stand | Gespeeld | Gewonnen | Gelijk | Verloren | Punten | Doelpunten voor | Doelpunten tegen |
| ----- | -------- | -------- | ------ | -------- | ------ | --------------- | ---------------- |
| 2e    | 38       | 20       | 8      | 10       | 48     | 72              | 48               |

### Topscorers
| #      | Naam                        | Goal |
| ------ | --------------------------- | ---- |
| 1.     | Herman Heskamp              | 24   |
| 2.     | Jan Hoogendoorn             | 17   |
| 3.     | Gerrit (Puck) van der Horst | 6    |
| 4.     | Jan Rorije                  | 5    |
| 4.     | Fons Stoffels               | 5    |
| 6.     | Ben Hendriks                | 3    |
| 6.     | Lody Kragt                  | 3    |
| 8.     | Arno van den Bosch          | 2    |
| 8.     | Ben Schubert                | 2    |
| 8.     | Freek Schutten              | 2    |
| 11.    | Bertus van Effrink          | 1    |
| 11.    | Wim Mensink                 | 1    |
| 11.    | Jan Verheijen               | 1    |
| Totaal | Totaal                      | 72   |

| #      | Naam            | Goal |
| ------ | --------------- | ---- |
| 1.     | Jan Hoogendoorn | 3    |
| 2.     | Lody Kragt      | 2    |
| 3.     | Jan Rorije      | 1    |
| 3.     | Ben Schubert    | 1    |
| 3.     | Fons Stoffels   | 1    |
| Totaal | Totaal          | 8    |

| #      | Naam           | Goal |
| ------ | -------------- | ---- |
| 1.     | Herman Heskamp | 2    |
| 2.     | Wim Mensink    | 1    |
| 2.     | Fons Stoffels  | 1    |
| Totaal | Totaal         | 4    |

### Punten per speelronde
| Speelronde | 1 | 2 | 3 | 4 | 5 | 6 | 7 | 8 | 9 | 10 | 11 | 12 | 13 | 14 | 15 | 16 | 17 | 18 | 19 | 20 | 21 | 22 | 23 | 24 | 25 | 26 | 27 | 28 | 29 | 30 | 31 | 32 | 33 | 34 | 35 | 36 | 37 | 38 |
| ---------- | - | - | - | - | - | - | - | - | - | -- | -- | -- | -- | -- | -- | -- | -- | -- | -- | -- | -- | -- | -- | -- | -- | -- | -- | -- | -- | -- | -- | -- | -- | -- | -- | -- | -- | -- |
| Punten     | 0 | 1 | 2 | 0 | 0 | 2 | 2 | 1 | 2 | 1  | 2  | 2  | 1  | 1  | 0  | 0  | 1  | 0  | 2  | 1  | 2  | 2  | 2  | 2  | 0  | 2  | 2  | 2  | 0  | 2  | 0  | 2  | 1  | 2  | 0  | 2  | 2  | 2  |

### Punten na speelronde
| Speelronde | 1 | 2 | 3 | 4 | 5 | 6 | 7 | 8 | 9  | 10 | 11 | 12 | 13 | 14 | 15 | 16 | 17 | 18 | 19 | 20 | 21 | 22 | 23 | 24 | 25 | 26 | 27 | 28 | 29 | 30 | 31 | 32 | 33 | 34 | 35 | 36 | 37 | 38 |
| ---------- | - | - | - | - | - | - | - | - | -- | -- | -- | -- | -- | -- | -- | -- | -- | -- | -- | -- | -- | -- | -- | -- | -- | -- | -- | -- | -- | -- | -- | -- | -- | -- | -- | -- | -- | -- |
| Punten     | 0 | 1 | 3 | 3 | 3 | 5 | 7 | 8 | 10 | 11 | 13 | 15 | 16 | 17 | 17 | 17 | 18 | 18 | 20 | 21 | 23 | 25 | 27 | 29 | 29 | 31 | 33 | 35 | 35 | 37 | 37 | 39 | 40 | 42 | 42 | 44 | 46 | 48 |

### Stand na speelronde
| Speelronde | 1   | 2   | 3  | 4   | 5   | 6   | 7   | 8   | 9  | 10 | 11 | 12 | 13 | 14 | 15 | 16 | 17 | 18  | 19  | 20 | 21 | 22 | 23 | 24 | 25 | 26 | 27 | 28 | 29 | 30 | 31 | 32 | 33 | 34 | 35 | 36 | 37 | 38 |
| ---------- | --- | --- | -- | --- | --- | --- | --- | --- | -- | -- | -- | -- | -- | -- | -- | -- | -- | --- | --- | -- | -- | -- | -- | -- | -- | -- | -- | -- | -- | -- | -- | -- | -- | -- | -- | -- | -- | -- |
| Stand      | 14e | 13e | 9e | 16e | 18e | 13e | 10e | 11e | 8e | 8e | 5e | 4e | 4e | 4e | 6e | 7e | 7e | 11e | 10e | 9e | 8e | 6e | 4e | 3e | 4e | 3e | 3e | 2e | 3e | 3e | 3e | 3e | 3e | 3e | 4e | 4e | 3e | 2e |

### Doelpunten per speelronde
| Speelronde | 1 | 2 | 3 | 4 | 5 | 6 | 7 | 8 | 9 | 10 | 11 | 12 | 13 | 14 | 15 | 16 | 17 | 18 | 19 | 20 | 21 | 22 | 23 | 24 | 25 | 26 | 27 | 28 | 29 | 30 | 31 | 32 | 33 | 34 | 35 | 36 | 37 | 38 | Totaal |
| ---------- | - | - | - | - | - | - | - | - | - | -- | -- | -- | -- | -- | -- | -- | -- | -- | -- | -- | -- | -- | -- | -- | -- | -- | -- | -- | -- | -- | -- | -- | -- | -- | -- | -- | -- | -- | ------ |
| Doelpunten | 2 | 1 | 2 | 2 | 0 | 3 | 2 | 0 | 2 | 2  | 2  | 4  | 1  | 0  | 0  | 0  | 0  | 1  | 3  | 3  | 2  | 2  | 4  | 2  | 1  | 6  | 3  | 4  | 1  | 2  | 0  | 2  | 1  | 1  | 0  | 2  | 2  | 7  | 72     |